# Hør
Hør (Linum) er en slægt med ca. 200 arter, der er udbredt i Europa og Asien. Det er hårløse, en-, to- eller flerårige urter med en spinkel vækst, hele blade, hængende knopper og forholdsvist store, iøjnefaldende blomster. Frøene sidder tæt pakket i 5-rummede, kuglerunde kapsler.
| Beskrevne arter |

- Østrigsk hør (Linum austriacum)
- Vild hør (Linum catharticum)
- Gul hør (Linum flavum)
- Rød hør (Linum grandiflorum)
- Fransk hør (Linum narbonense)
- Flerårig hør (Linum perenne) eller Staude-Hør
- Almindelig hør (Linum usitatissimum)

| Andre arter |

| - Linum africanum - Linum alatum - Linum album - Linum altaicum - Linum arboreum - Linum arenicola - Linum aristatum - Linum australe - Linum baicalense - Linum bienne - Linum campanulatum - Linum capitatum - Linum carteri - Linum chamissonis - Linum corymbiferum - Linum corymbulosum - Linum decumbens - Linum dolomiticum - Linum elegans - Linum heterosepalum | - Linum hirsutum - Linum hologynum - Linum hudsonioides - Linum hypericifolium - Linum komarovii - Linum leonii - Linum lewisii - Linum littorale - Linum marginale - Linum maritimum - Linum medium - Linum monogynum - Linum mucronatum - Linum mysurense - Linum neomexicanum - Linum nervosum - Linum olympicum - Linum pallescens - Linum puberulum - Linum pubescens | - Linum rigidum - Linum setaceum - Linum stelleroides - Linum striatum - Linum strictum - Linum subteres - Linum suffruticosum - Linum sulcatum - Linum tauricum - Linum tenue - Linum tenuifolium - Linum thracicum - Linum trigynum - Linum virginianum - Linum virgultorum - Linum viscosum |